# Kóny
Kóny [kóň] je obec v Maďarsku v župě Győr-Moson-Sopron, spadající pod okres Csorna. Nachází se asi 8 km severovýchodně od Csorny a asi 23 km jihozápadně od Győru. V roce 2015 zde žilo 2 640 obyvatel. Dle údajů z roku 2011 tvoří 90 % obyvatelstva Maďaři, 1,2 % Němci a 0,2 % Slováci, přičemž 10 % obyvatel se ke své národnosti nevyjádřilo.
První písemná zmínka o obci pochází z roku 1228. Název pochází ze slovanského slova kůň. V Kóny se nachází katolický kostel svatého Martina. Prochází zde hlavní silnice 85 a vedlejší silnice 8502. Důležitou pozemní komunikací je rychlostní silnice M85 procházející severně od obce, na níž se zde nachází exit 16.

## Sousední obce
| Růžice kompasu | Markotabödöge | Fehértó      | Győrsövényház Bezi | Růžice kompasu |
| Růžice kompasu | Barbacs       | Sever        | Enese              | Růžice kompasu |
| Růžice kompasu | Barbacs       | Kóny         | Enese              | Růžice kompasu |
| Růžice kompasu | Barbacs       | Jih          | Enese              | Růžice kompasu |
| Růžice kompasu | Dör           | Bágyogszovát | Rábacsécsény       | Růžice kompasu |